# Line of Duty
Line of Duty is een dramaserie over een anticorruptie-eenheid van de Britse politie, gemaakt door Jed Mercurio en geproduceerd door World Productions.
Op 26 juni 2012 begon BBC Two met het uitzenden van de eerste serie; het was de best presterende dramaserie in tien jaar met een groot publiek van 4,1 miljoen kijkers. De uitzending van de tweede reeks begon op 12 februari 2014. Het succes hiervan leidde ertoe dat de BBC nog twee seizoenen maakte. Het derde sezoen begon op 24 maart 2016 op BBC Two. De volgende drie seizoenen werden uitgezonden op BBC One .
In mei 2017 gaf de BBC opdracht voor een zesde seizoen. Het filmen begon in februari 2020, maar stopte de volgende maand vanwege de COVID-19-pandemie ; het werd in september hervat. Het filmen ging door tot november 2020. De uitzending van het zesde seizon begon op 21 maart 2021 op BBC One. In België was de serie te zien op de zender VRT, en de volledige serie staat nog steeds op het streamingsplatform VRT MAX.
Voordat Line of Duty vanaf serie vier van kanaal wisselde, was het de meest populaire dramaserie die werd uitgezonden op BBC Two en won het de Royal Television Society Award en de Broadcasting Press Guild Award voor beste dramaserie. The Telegraph nam de serie op in delijst van de 50 beste BBC Two-shows aller tijden en in een lijst van de 80 beste BBC-shows aller tijden. In 2016 stond de serie op de achtste plaats in The Independent's  lijst van de twintig beste politieshows aller tijden en derde in een Radio Times 2018-peiling van de beste Britse misdaaddrama's aller tijden. In 2021 won Line of Duty de National Television Award for Special Recognition.